# Port lotniczy Dżibuti-Ambouli
Port lotniczy Dżibuti-Ambouli – międzynarodowy port lotniczy położony w Dżibuti. Jest największym portem lotniczym w Dżibuti.

## Linie lotnicze i połączenia
| Linia Lotnicza     | Kierunek                                                      |
| ------------------ | ------------------------------------------------------------- |
| Air Djibouti       | 1. Addis Abeba 2. Aden 3. Dyrie Daua 4. Hargejsa 5. Mogadiszu |
| Air France         | 1. Paryż-Charles de Gaulle                                    |
| Ethiopian Airlines | 1. Addis Abeba 2. Dyrie Daua                                  |
| Flydubai           | 1. Dubaj                                                      |
| Jubba Airways      | 1. Boosaaso 2. / Hargejsa 3. Dżudda                           |
| Kenya Airways      | 1. Addis Abeba 2. Nairobi                                     |
| Qatar Airways      | 1. Doha                                                       |
| Saudia             | 1. Dżudda                                                     |
| Turkish Airlines   | 1. Stambuł                                                    |
| Yemenia            | 1. Aden                                                       |